# Stefan Roos (chanteur)
Pour les articles homonymes, voir Roos.
 (avril 2025).
Si vous disposez d'ouvrages ou d'articles de référence ou si vous connaissez des sites web de qualité traitant du thème abordé ici, merci de compléter l'article en donnant les références utiles à sa vérifiabilité et en les liant à la section « Notes et références ».
Stefan Roos (né le 28 novembre 1972 à Coire) est un chanteur suisse.

## Biographie
Roos commence une carrière professionnelle à 21 ans. À partir de fin 2003, il commence à apparaître à la télévision à côté de Wolfgang Petry, les Kastelruther Spatzen, Andy Borg, Klostertaler ou Hansi Hinterseer.
De 2004 à 2008, Roos écrit pour d'autres artistes et met sa carrière de scène de côté. De retour en 2009, il remporte avec le titre Das Herz einer Mutter en duo avec Sängerfreunde la sélection suisse pour le Grand Prix der Volksmusik 2009.
Roos compose notamment pour Vreni Schneider ou Linda Fäh.

## Discographie
- 1996 : Für immer wir beide
- 1998 : Wunderland meiner Träume
- 2002 : Santa Monica
- 2006 : Challenge of the Moment (sous le pseudonyme Hattrick)
- 2009 : Das Herz einer Mutter
- 2010 : Heiweh
- 2012 : 100% Schwiizer-Stimmig
- 2014 : Hüt gämmer Gas

## Source de la traduction
- (de) Cet article est partiellement ou en totalité issu de l’article de Wikipédia en allemand intitulé « Stefan Roos (Sänger) » (voir la liste des auteurs).